# Raná (České středohoří)
Raná (německy Rannayer Berg) je výrazná trojvrcholová hora (457 m n. m.) v západní části Českého středohoří. Na jihozápadním vrchu trojkopce se rozkládá národní přírodní rezervace Raná. Raná je centrem paraglidingu a sportovního létání v severních Čechách.
Vrch je čedičový trojvrcholový solitérní masiv, který se nachází asi 6 km severozápadně od Loun v západní části Českého středohoří. Jedná se o velmi výrazně podlouhlou horu rozloženou ve směru severovýchod–jihozápad v délce asi jednoho kilometru. Na severovýchodním úbočí stojí stejnojmenná vesnice Raná, podle které je vrch pojmenován.

## Historie
V prostřed jihovýchodního úbočí Rané se nacházejí pozůstatky lomu z druhé poloviny devatenáctého století, v němž byl těžen stavební kámen. Zbytky základů několika stavení a kostelíka na jihovýchodním úbočí naznačují, že v době těžby kamene byl kopec obydlen a hojně využíván.[zdroj?]
Před druhou světovou válkou vrch představoval rozhraní mezi česky a německy mluvícími oblastmi v Sudetech. Obec Raná měla ještě 75 % Čechů, kdežto západnější víska Hrádek (německy jen Hradek; tehdy spadala pod obec Milá dále na severu) byla již v převážně německé oblasti (63 % obyvatel). Po okleštění republiky Mnichovskou dohodou však Ranou (Rannay) i s vrchem (Rannayer Berg) pohltilo Nacistické Německo a nová hranice procházela až jižně od Rané (údolím dělícím od ní vrch Lenešický Chlum), respektive několik kilometrů východně, za Oblíkem a Srdovem.

## Přírodní poměry
Tato část Českého středohoří bývá někdy nazývána Lounské vrchy, Lounské středohoří či Chožovské středohoří, někdy též jako Ranské středohoří.

### Geologie
Jedná se o bezlesnatý horský hřbet porostlý xerotermními travinami s občasným výskytem malých suťových polí. Z geologického hlediska je Raná tvořena čedičovou horninou (olivinický nefelinit). Podobně jako v případě sousedních kopců, vznikla vyplněním tektonické trhliny v křídovém útvaru horkým magmatem během sopečné činnosti v období mladších třetihor. Následně došlo k postupnému odnosu měkčích hornin na povrchu a odhalení reliéfu sopečného tělesa.
Na svazích je možno v odkryvech horniny nalézt tenké žilky neprůsvitného žlutavého kalcitu i aragonitu kusového vzhledu. Mocnost těchto žilek nepřesahuje 1 cm.

### Ochrana přírody
V roce 1936 byla na jihozápadním vrchu hory (tzv. Malé bouli) zřízena přírodní rezervace o rozloze 1,5 ha pod ochranou státu. Od roku 1951 se rezervace nazývá národní přírodní rezervace Raná v CHKO České středohoří. Po svém rozšíření pokrývá prakticky celou vrcholovou partii subvrcholu v jihozápadní části hory o rozloze 9,3 ha.
Předmětem ochrany přírody jsou zde teplomilná stepní travinná společenstva s unikátními výskyty vzácných teplomilných a suchomilných živočichů.
Mezi typické ranské chráněné rostliny patří koniklec luční český (Pulsatilla pratensis bohemica), vzácná teplomilná tráva připomínající jemné peří kavyl Ivanův (Stipa pennata), ovsíř stepní (Avenastrum desertorum) a hlaváček jarní (Adonis vernalis). Unikátem Rané je speciální forma kavylu – kavyl sličný lysý, známá na celém světě jen odtud. Na Rané je možné vidět největší porost kavylů ve střední Evropě. Nejlepším obdobím je doba květu kavylů (dojem stříbrných vln moře) – konec května a začátek června.
Na travnatých svazích se hojně vyskytuje vzácný sysel obecný. Přerušení tradiční pastvy ovcí a koz koncem 80. let 20. století způsobilo zvýšené šíření vysokých trav a zarůstání lokality křovinami (sekundární sukcese). Tyto změny vedly k ústupu mnoha vzácných druhů rostlin i živočichů a např. vyhynutí brouka chrobáka pečlivého. Po roce 2000 byla pastva ovcí obnovena a výskyt vzácných druhů se opět zvyšuje.

## Letecké sporty na Rané
Příznivé poměry na Rané využívají od roku 1933 pro létání piloti větroňů z Aeroklubu Raná, piloti závěsných kluzáků (rogalisté) a v posledních letech především piloti padákových kluzáků (paraglidisté). Ideální terén využívá pro výcvik svých pilotů několik škol závěsného létání i paraglidingu. Na Rané má svoje stálé sídlo Letecký klub Raná a pořádá se zde soutěž Ranský pohár zaměřená na délku přeletu z Rané. Mimořádné přízni návštěvníků se těší podzimní poletování maškar na Rané, kdy lze spatřit různá historická létací zařízení i podivně vystrojené piloty současné.
Pro získání aktuálních informací o stavu počasí na Rané slouží meteosonda nebo webové kamery, které snímají od jihovýchodu horu jako celek a také detail vrcholu s větrným rukávem.

## Galerie

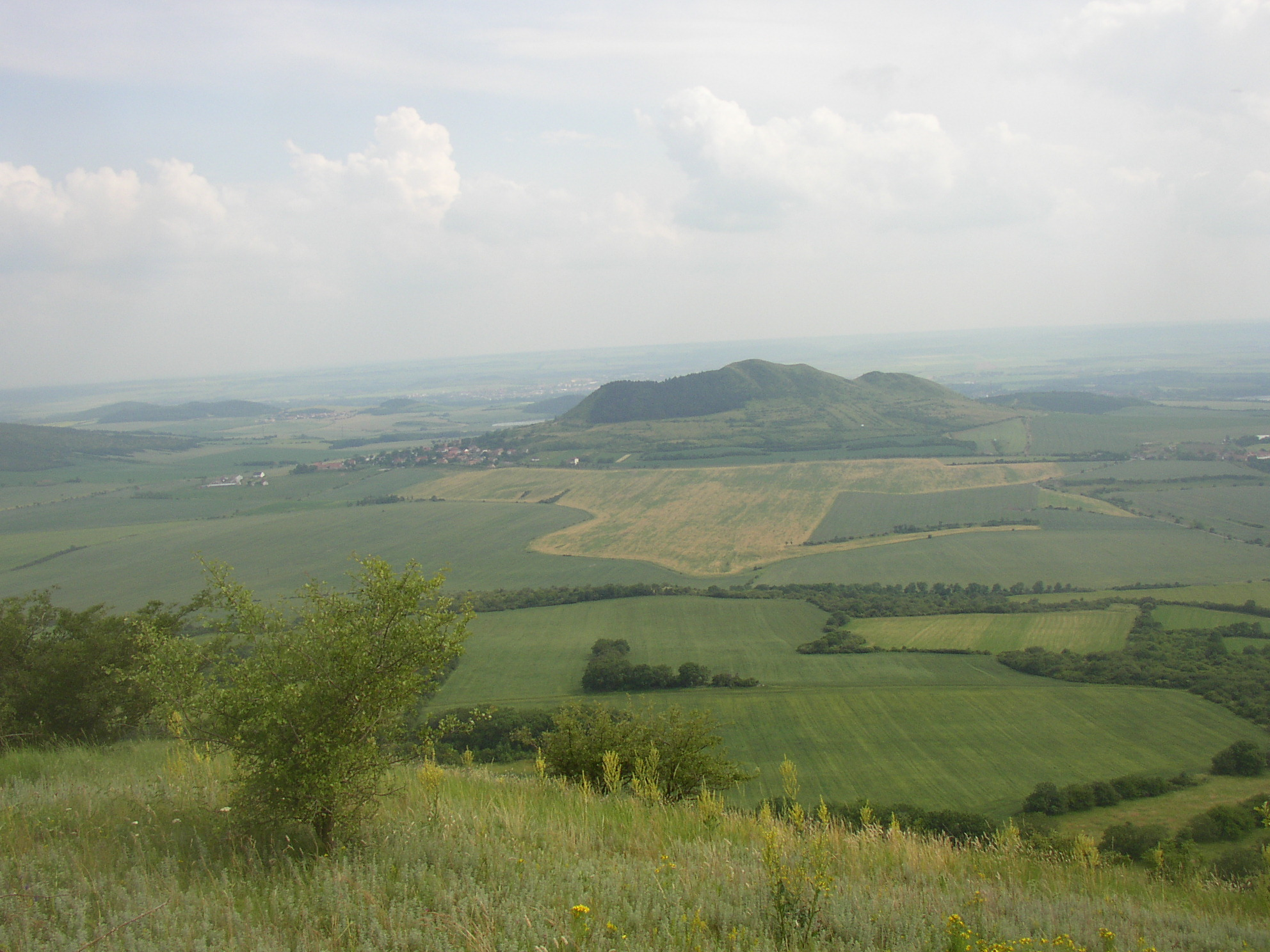
Pohled na Ranou z Milé
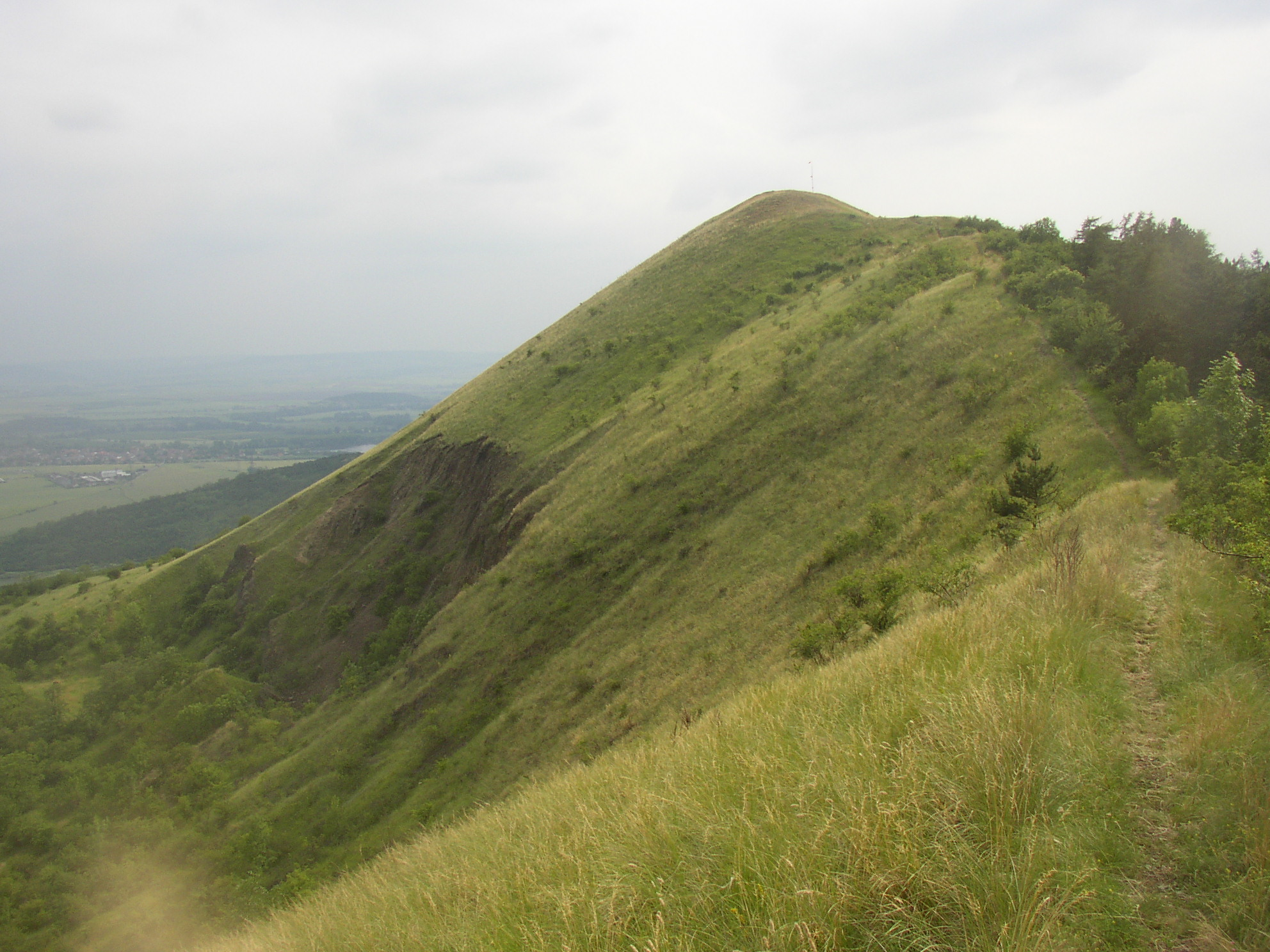
Na hřebeni Rané
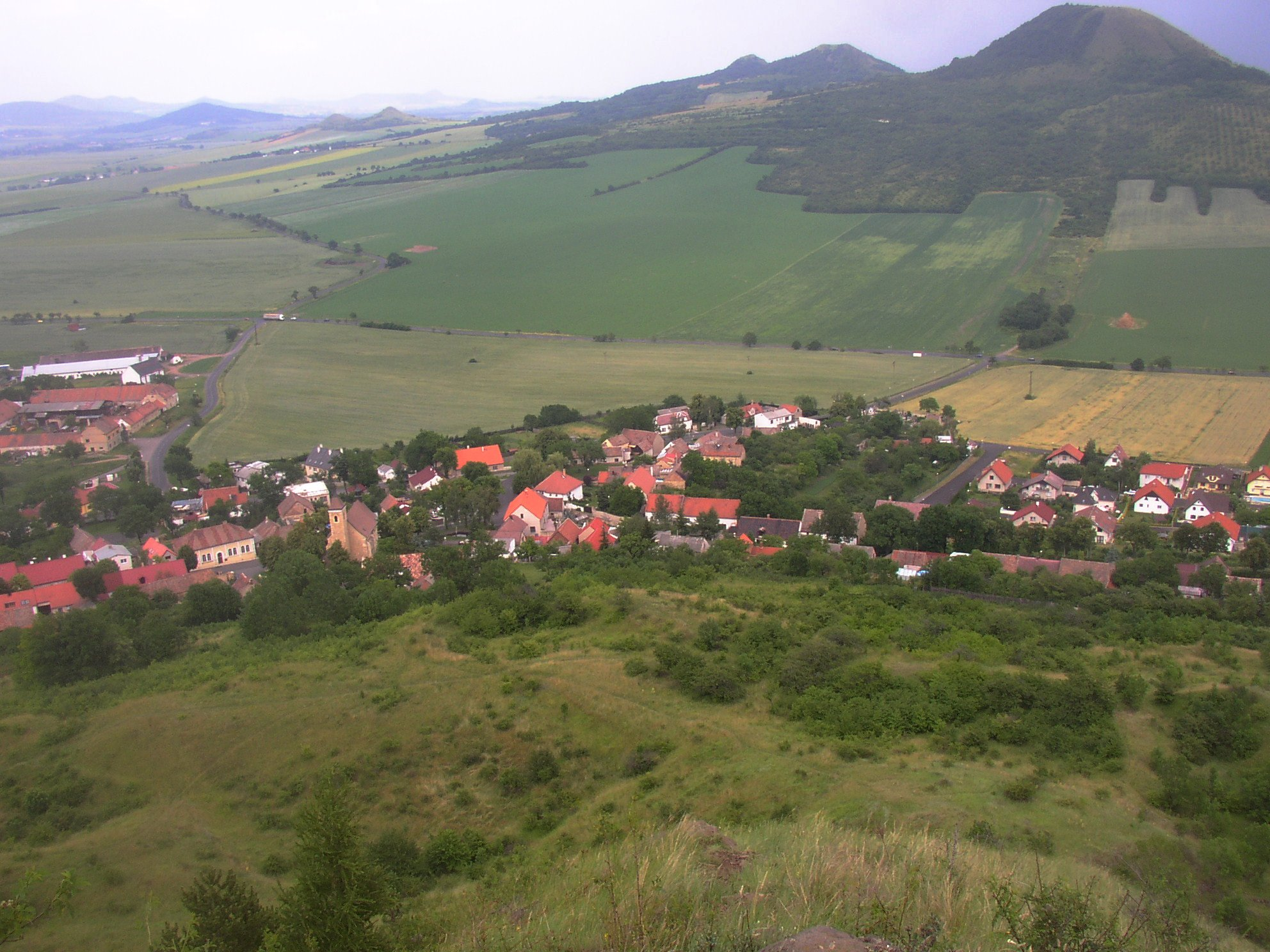
Pohled z východního konce Rané na stejnojmennou ves a trojvrší Oblík, Srdov, Brník
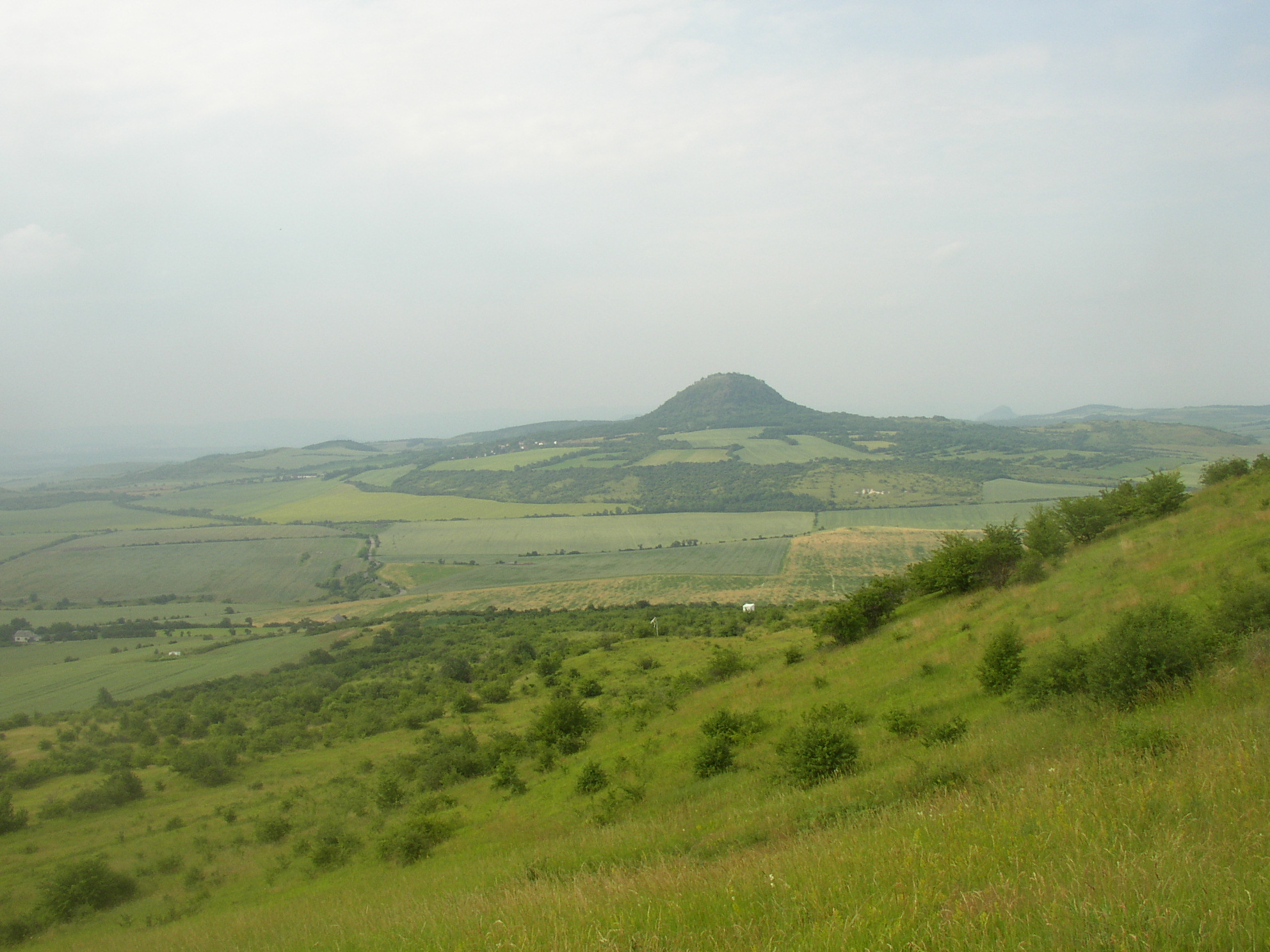
Pohled ze severozápadního úbočí Rané na Milou
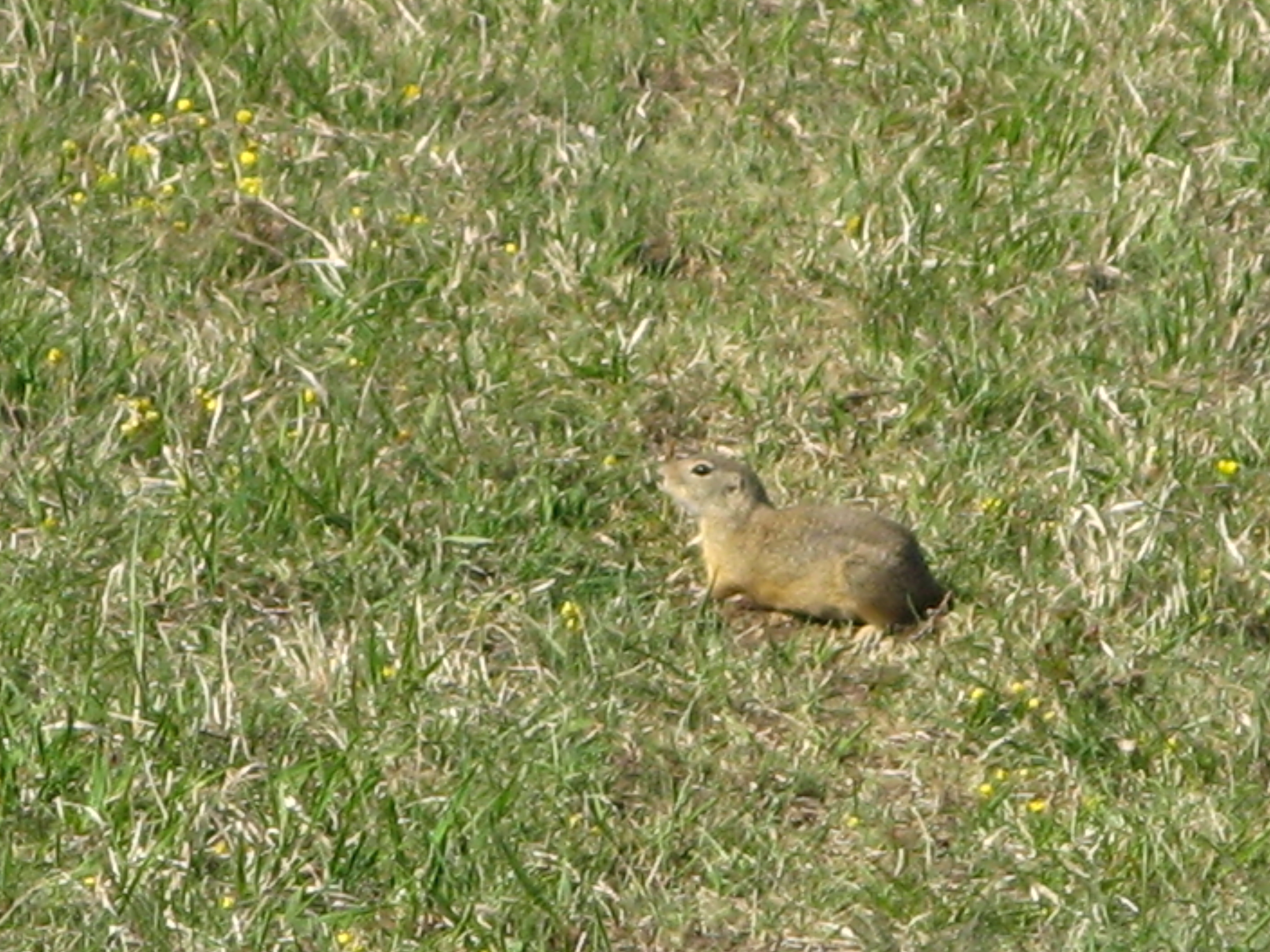
Sysel obecný na Rané
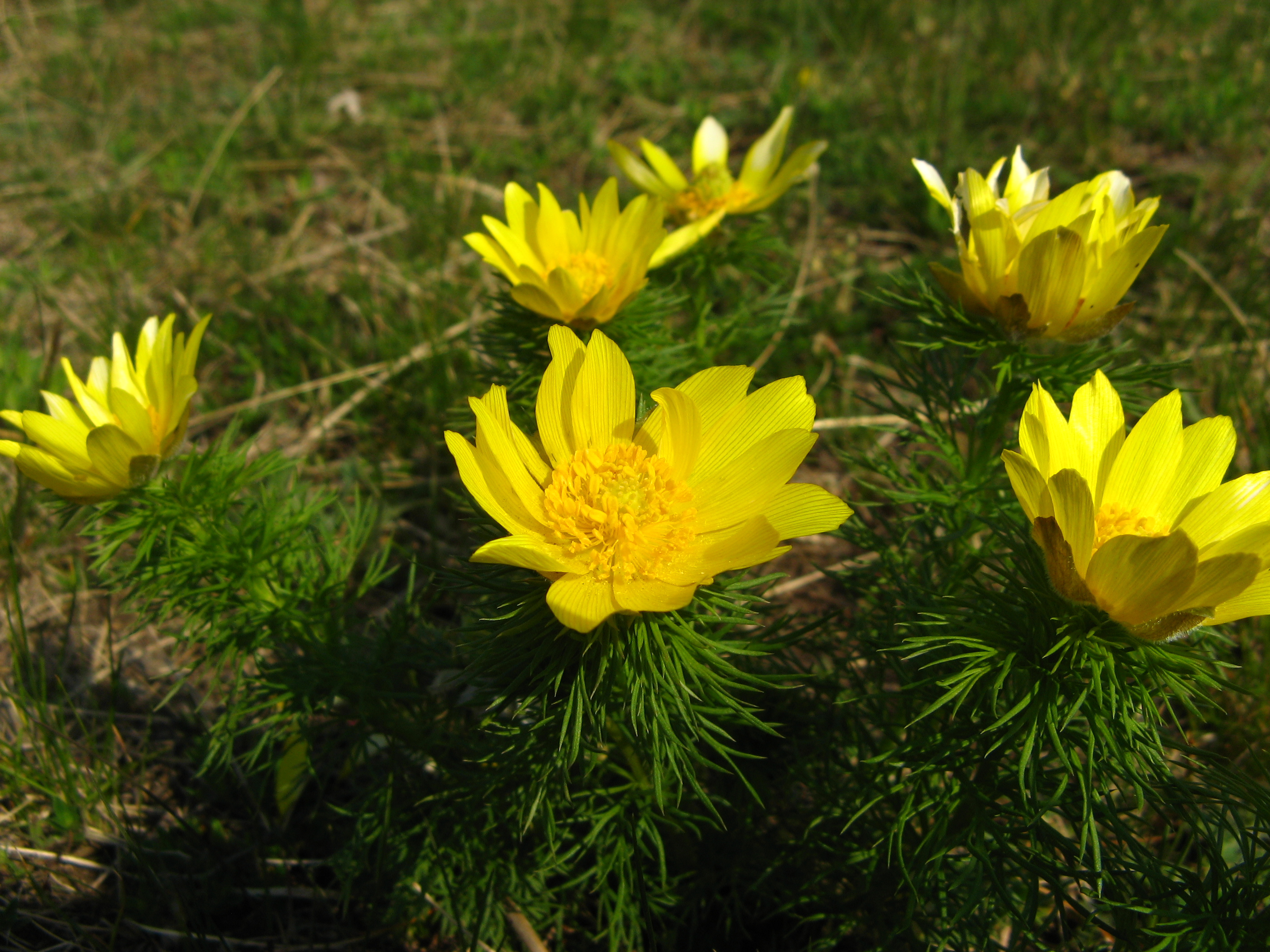
Hlaváček jarní na Rané